# Ena montana
Espèce
Statut de conservation UICN

 LC  : Préoccupation mineure
Ena montana est un petit escargot de la famille des Enidae.